# Døstrup Kirke (Tønder Kommune)
 For alternative betydninger, se Døstrup Kirke. (Se også artikler, som begynder med Døstrup Kirke)
Døstrup kirke er en kirke i den sydvestlige ende af landsbyen Døstrup i det vestlige Sønderjylland).
Koret er bygget i granitkvadre medens skib og tårnet er bygget i munkesten. Taget er af bly.
I kirken er der en mindetavle for sognets faldne i tysk krigstjeneste under 1.verdenskrig. Nogle af disse faldt i Frankrig i de berygtede skyttegrave.